# Zliczanie
Zliczanie (Zličané) – czeskie plemię zamieszkujące obszar między Łabą a Sazawą we wschodniej części dzisiejszych Czech, którego głównym ośrodkiem była Stará Kouřim. Ziemie Zliczan weszły w skład terytorium rodu Sławnikowiców i ostatecznie zostały w 995 podbite przez Przemyślidów.
Nazwa Zliczanie występuje w źródłach z dopiero XIV w.